# Calathea lancifolia
Calathea lancifolia  es una especie fanerógama de la familia Marantaceae, nativa de Brasil. Requiere una temperatura mínima de 16 °C, se utiliza comúnmente como planta de interior en las regiones templadas.

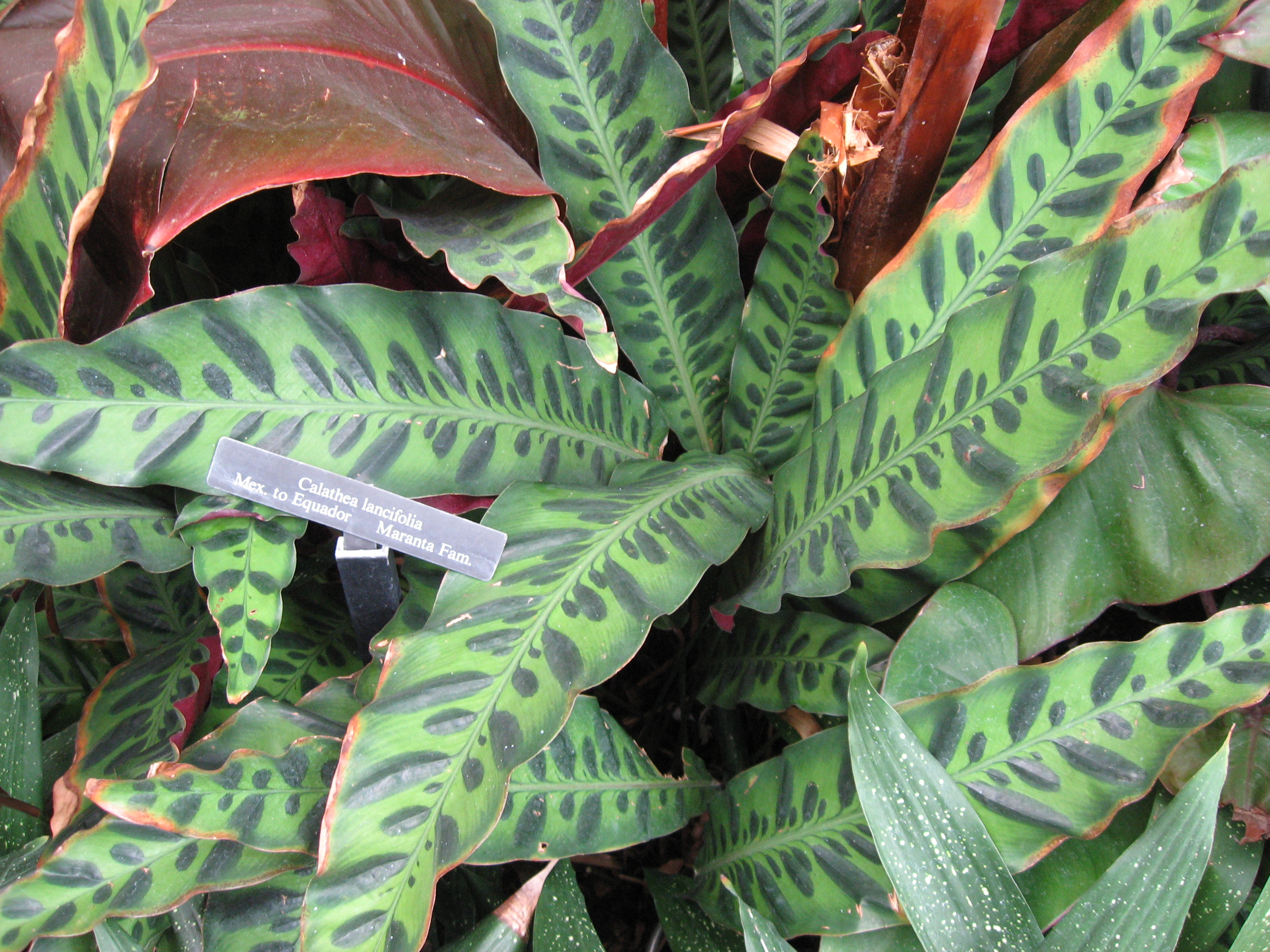
Vista de la planta

## Descripción
Es un arbusto de hoja perenne que alcanzan un tamaño de 60-75 cm, con esbeltas y pálidas hojas verdes de 45 cm de largo, fuertemente marcadas anteriormente con manchas oscuras, el envés es de color púrpura.

## Taxonomía
Calathea lancifolia fue descrita por Boudewijn Karel Boom y publicado en Acta Botanica Neerlandica 4: 169. 1955.
Sinonimia
- Calathea insignis W.Bull[4][5]